# Zestyk impulsowy przekaźnika
Zestyk impulsowy przekaźnika lub zestyk przelotowy przekaźnika (ang. impulse contact of a relay lub passing contact of a relay) - zestyk przekaźnika, który przy zadziałaniu lub powrocie przekaźnika przechodzi tylko na chwilę ze stanu otwarcia do stanu zamknięcia.